# Skadarski okrug
Skadarski okrug (albanski: Qarku i Shkodrës) je jedan od 12 okruga u Albaniji. Glavni grad okruga je Skadar.
Sastoji se od sljedećih distrikata:
- Malësi e Madheski distrikt
- Pukëski distrikt
- Skadarski distrikt

Na jugozapadu, okrug izlazi na Jadransko more. Na zapadu i sjeveru graniči s Crnom Gorom. Unutar Albanije, Skadarski okrug graniči sa sljedećim okruzima:
- Kukëski okrug: istok
- Lješki okrug: jug

## Vanjske poveznice
- Regional Council of Shkoder  Arhivirana inačica izvorne stranice od 5. svibnja 2010. (Wayback Machine) (engleski)